# Judith (Palma le Vieux)
Ne doit pas être confondu avec Judith (Giorgione) ou Judith avec la tête d'Holopherne (Mantegna).
Pour les articles homonymes, voir Judith et Holopherne.
Judith (en italien, Giuditta) est une peinture à l'huile sur toile de l'artiste italien Jacopo Palma, mieux connu sous le nom de Palma le Vieux. L'œuvre est conservée à la Galerie des Offices de Florence.

## Histoire et description
La peinture sur panneau intitulée Giuditta est insérée dans un cadre baroque de feuilles sculptées et dorées. À l'origine, elle se trouvait au palais ducal d'Urbino, dans les collections de la Famille Della Rovere (et attribuée à l'époque à Titien et Palma il Vecchio), où elle est restée de 1526 à 1631, année de son entrée dans les collections des Médicis, à la suite du mariage de Vittoria della Rovere avec le grand-duc de Toscane Ferdinand II de Médicis. Le tableau a été déposé au palais Pitti, dans la Guardaroba, et en 1798, a été affecté à la Galerie des Offices, où il a été alors attribué au Pordenone. 
De 1940 à 1944, il subit le sort de centaines d'œuvres d'art des Offices et resta caché dans le refuge de la villa médicéenne de Poggio a Caiano ; mais les Allemands s'en emparèrent et l'emmenèrent au Castel Giovo (San Leonardo in Passiria) à Bolzano avec d'autres peintures et sculptures, dans l'intention de le transférer en Allemagne, avec les autres œuvres d'art extraites des Offices. Au lieu de cela, il est rentré à Florence en 1945 et hébergé au Palais Pitti (Museo degli Argenti). En 1951, il est rendu à la Galerie des Offices.

## Attribution
Les historiens de l'art Giovanni Battista Cavalcaselle et Joseph Archer Crowe, ont suggéré de l'attribuer à Palma l'Ancien, identifiant les dommages causés par un nettoyage excessif de certaines parties du tableau, notamment de la tête décollée d'Holopherne.
Les historiens de l'art György Gombosi et Giovanni Mariacher ont confirmé l'attribution du tableau à Palma il Vecchio, en identifiant dans le style une œuvre de maturité. 

## Expositions
- 2011 - Dante Gabriel Rossetti, Edward Burne-Jones et le mythe de l'Italie dans l'Angleterre victorienne, Rome
- 2015 - Palma il Vecchio. Le regard de la beauté, Bergame